# Bugnicourt
Bugnicourt là một xã ở tỉnh Nord trong vùng Hauts-de-France, Pháp.